# Un giorno al mare
Un giorno al mare (Salt Water Tabby) è un film del 1947 diretto da William Hanna e Joseph Barbera. È il trentunesimo cortometraggio animato della serie Tom & Jerry, prodotto dalla Metro-Goldwyn-Mayer e uscito negli Stati Uniti il 12 luglio 1947. Il titolo originale è un gioco di parole sulla salt water taffy, un tipo di caramella, e il comune gatto soriano (in inglese, "tabby cat").

## Trama
Tom si sta godendo una giornata in spiaggia, e sotto un ombrellone incontra Toodles. Mentre sta flirtando con lei, Jerry, che sta facendo razzia in un cestino, gli tira in faccia del cibo. Tom allora cercherà di acchiappare Jerry ma senza successo, inoltre quest'ultimo gli rovinerà la giornata con moltissimi dispetti. Alla fine, mentre Tom si scaglia nuovamente contro Jerry, il topo sgonfia un cavalluccio marino gonfiabile, che finisce in bocca a Tom. Il gatto esce dal suo costume e inizia a volare per tutta la spiaggia, finché l'aria non finisce e lui cade in mare. Dopo essere riemerso, si accorge che Jerry si sta allontanando al largo usando il cestino come barca e il costume di Tom come vela.

## Distribuzione

### Edizione italiana
Nell'edizione italiana, la scena in cui Jerry urla per simulare un annegamento è stata doppiata in oversound da Isa Di Marzio, con la frase "Aiuto! Aiuto! Affogo!".